# يونغ تشانغ (مخرج)
يونغ تشانغ هو مخرج كندي، ولد في 1977 في أوشاوا في كندا.

## وصلات خارجية
- مقالات تستعمل روابط فنية بلا صلة مع ويكي بيانات